# Перлман, Реа
Реа (Риа) Перлман (англ. Rhea Perlman, род. 31 марта 1948) — американская актриса, продюсер и сценаристка, известная по своей роли Карлы Тортелли в длительном ситкоме NBC «Весёлая компания», за которую она получила рекордные четыре премии «Эмми» в категории «Лучшая актриса второго плана в комедийном телесериале».

## Ранняя жизнь

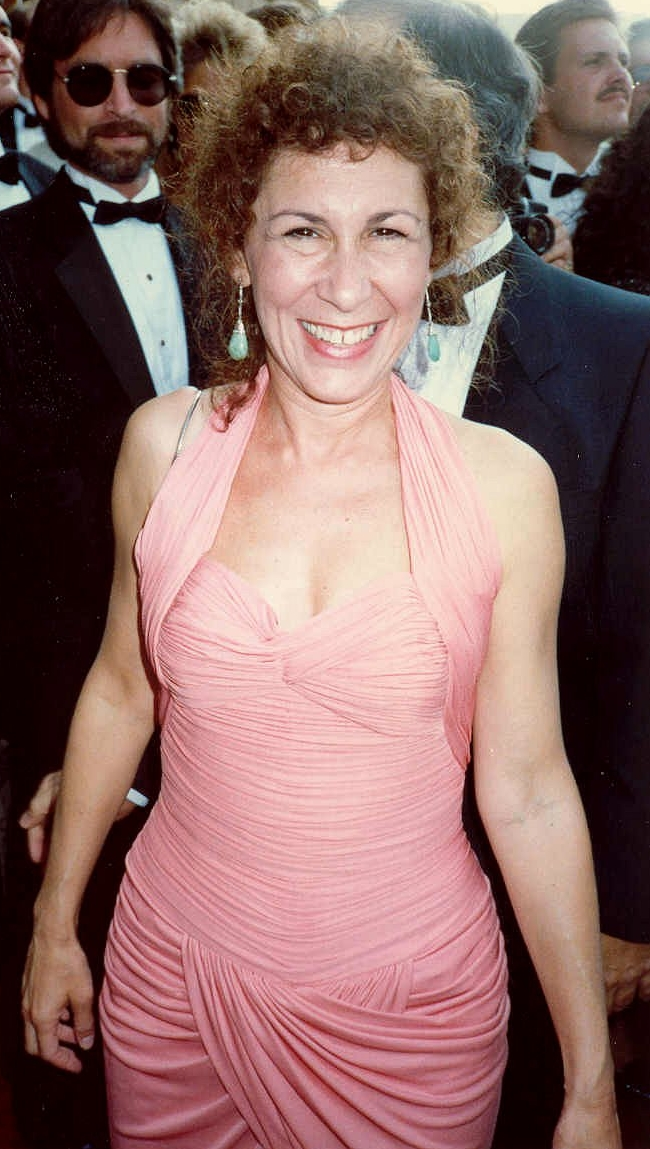
Перлман в 1988 году.

Перлман родилась в Бруклине, Нью-Йорк, в семье Филиппа и Адель Перлман. Её сестра Хайди Перлман является сценаристкой таких телешоу как «Весёлая компания» и «Фрейзер». Перлман окончила Хантерский колледж в Нью-Йорке и является активным демократом.

## Карьера
Перлман получила десять номинаций на премию «Эмми» в категории «Лучшая актриса второго плана в комедийном телесериале», выиграв четырежды: в 1984, 1985, 1986 и 1989 годах. В 1986 году она была приглашенной звездой в эпизоде сериала Стивена Спилберга «Удивительные истории», где также снимался её муж Дэнни ДеВито.
В 1992 году Перлман сыграла в рождественской комедии «Прячься бабушка, мы уже едем!», а после закрепила статус комедийной актрисы играя в таких фильмах как «Канадский бекон» (1995), «Матильда» (1996), «Автостоянка» (1996) и т. д. С 1996 по 1997 она играла главную роль в ситкоме «Перл», а в 2000 году исполнила роль Жаклин Кеннеди в биографическом телефильме «Как выйти замуж за миллиардера: Рождественская сказка». В 2006 году она появилась в роли самой себя в фильме «10 шагов к успеху», а год спустя сыграла в получившем похвалу от критиков фильме «Любовь приходит поздно». В 2008 году она снялась в комедии «Бетховен: Большой бросок» а также в фильме канала Hallmark «Рождественский хор». В 2011 году она была приглашенной звездой в одном из эпизодов сериала «Уилфред».
В 2013 году Перлман вернулась на телевидение в регулярной ролью в ситкоме TV Land «Кёрсти» с Кёрсти Элли. Шоу было закрыто после одного сезона. Осенью 2014 года она присоединилась к «Проект Минди», играя престарелую мать Криса Мессины.

## Личная жизнь
С 28 января 1982 года Перлман замужем за актёром Дэнни ДеВито, с которым она встречалась 11 лет до их свадьбы. У супругов трое детей: две дочери, Люси Чет Де Вито (род. 11.03.1983), Грейс Фэн ДеВито (род. 25.03.1985), и сын Джейкоб Дэниел ДеВито (род. 30.10.1987).
Перлман и ДеВито расстались в октябре 2012 года. Однако, в марте 2013 года, было сообщено, что они помирились. Позже пара снова разошлась во второй раз в марте 2017 года, сохранив дружеские отношения. В конце марта 2018 года Radar Online сообщил, что они снова помирились и планируют возобновить свои свадебные клятвы. 10 мая 2019 года Перлман сообщила, что хотя она и ДеВито живут отдельно, они не планируют разводиться.

## Фильмография
| Год       | Название на русском                 | Название на английском                       | Роль                         | Примечания |
| --------- | ----------------------------------- | -------------------------------------------- | ---------------------------- | --- |
| 1972      |                                     | Hot Dogs for Gauguin                         | Woman on Ferry               | Короткометражный фильм |
| 1976      |                                     | Selling of Vince D’Angelo                    | Mrs. D’Angelo                | Телефильм |
| 1976      |                                     | Stalk the Wild Child                         | Jean                         | Телефильм |
| 1976      |                                     | I Want to Keep My Baby!                      | Rae Finer                    | Телефильм |
| 1977      |                                     | Mary Jane Harper Cried Last Night            | Judy                         | Телефильм |
| 1977      |                                     | Having Babies II                             | Cheryl                       | Телефильм |
| 1977      |                                     | Intimate Strangers                           | Unknown                      | Телефильм |
| 1979-1982 | Такси                               | Taxi                                         | Zena Sherman                 | 6 эпизодов |
| 1979      |                                     | Like Normal People                           | Jan                          | Телефильм |
| 1979      |                                     | Swap Meet                                    | Mother                       | |
| 1982      | Кинобезумие                         | National Lampoon’s Movie Madness             | The Little Jewish Prostitute | |
| 1982      |                                     | Drop Out Father                              | Tawney Shapiro               | Телефильм |
| 1982      | Дитя любви                          | Love Child                                   | June Burns                   | |
| 1982-1993 | Весёлая компания                    | Cheers                                       | Carla Tortelli               | 275 эпизодов Премия «Эмми» за лучшую женскую роль второго плана в комедийном телесериале (1984—1986, 1989) American Comedy Award за лучшую женскую роль второго плана (1989) TV Land Award — за вклад в телевидение (2006) Viewers for Quality Television Award за лучшую женскую роль второго плана в комедийном телесериале (1985) Номинация — Премия «Эмми» за лучшую женскую роль второго плана в комедийном телесериале (1983, 1987, 1988, 1990, 1991, 1993) Номинация — Премия «Золотой глобус» за лучшую женскую роль второго плана — мини-сериал, телесериал или телефильм (1985, 1987—1990, 1992) Номинация — American Comedy Award за лучшую женскую роль второго плана (1990) |
| 1983      |                                     | Unlikely Stories, Vol. 2                     | Vince’s Wife                 | Телефильм |
| 1984      |                                     | The Ratings Game                             | Francine Kester              | Телефильм |
| 1985      | Сент-Элсвер                         | St. Elsewhere                                | Carla Tortelli               | Эпизод: «Cheers» |
| 1985      | Долго и счастливо                   | Happily Ever After                           | Rose Johnson (Voice)         | Телефильм |
| 1986      | Мой маленький пони                  | My Little Pony: The Movie                    | Reeka                        | Озвучивание |
| 1986      | Удивительные истории                | Amazing Stories                              | Lois                         | Эпизод: «The Wedding Ring» |
| 1987      |                                     | The Tortellis                                | Carla Tortelli               | Пилот |
| 1987      |                                     | Stamp of a Killer                            | Claudia                      | Телефильм |
| 1988      |                                     | A Family Again                               | Aunt Dee                     | Телефильм |
| 1989      |                                     | Two Daddies?                                 | Rose Johnson (Voice)         | Телефильм |
| 1990      | Только через её труп                | Enid is Sleeping                             | Mavis                        | |
| 1990      | День Земли, специальный выпуск      | The Earth Day Special                        | Paula                        | |
| 1991      | Блоссом                             | Blossom                                      | The Godmother                | Эпизод: «Dad’s Girlfriend» |
| 1991      | Последний Хэллоуин                  | The Last Halloween                           | Mrs. Gizborne                | Телефильм |
| 1991      | Тед и Венера                        | Ted and Venus                                | Grace                        | |
| 1992      |                                     | Roc                                          | Connie Mason                 | Эпизод: «The Stan Who Came to Dinner» |
| 1992      | Школьная тусовка                    | Class Act                                    | Ms. Simpson                  | |
| 1992      | Вот такие соседи                    | There Goes the Neighborhood                  | Lydia Nunn                   | |
| 1992      | Прячься, бабушка! Мы едем           | To Grandmother’s House We Go                 | Ширли (Shirley), бандитка    | Телефильм |
| 1993      |                                     | A Place to Be Loved                          | Jerri Blair                  | Телефильм |
| 1993      | Мы вернулись! История динозавра     | We’re Back! A Dinosaur’s Story               | Mother Bird                  | Озвучивание |
| 1994      | Несмотря на любовь                  | In Spite of Love                             | Emma                         | Телефильм |
| 1994      | Симпсоны                            | The Simpsons                                 | Carla Tortelli (Voice)       | Эпизод: «Fear of Flying» |
| 1995      | Канадский бекон                     | Canadian Bacon                               | Honey                        | |
| 1996      | Парк Сансет                         | Sunset Park                                  | Phyllis Saroka               | |
| 1996      | Автостоянка                         | Carpool                                      | Martha                       | |
| 1996      | Матильда                            | Matilda                                      | Zinnia Wormwood              | |
| 1996-1997 | Перл                                | Pearl                                        | Pearl Caraldo                | 22 эпизода |
| 1997      | Юнион-сквер                         | Union Square                                 | Mrs. Eileen Mulrooney        | Эпизод: «Harassed» |
| 1997      | Практически идеал                   | Almost Perfect                               | Rhea Perlman                 | Эпизод: « Dating for Ratings» |
| 1998      | В конуре                            | In the Doghouse                              | Phil Markowitz               | Телефильм |
| 1998      | Гудини                              | Houdini                                      | Esther                       | Телефильм |
| 1999      | Без ума от тебя                     | Mad About You                                | Ramona                       | Эпизод: «Valentine’s Day» |
| 1999      | Счастливая клюшка                   | H-E Double Hockey Sticks                     | Mrs. Beelzebub               | Телефильм |
| 2000      | Цена красоты                        | A Tale of Two Bunnies                        | Thelma                       | Телефильм |
| 2000      |                                     | Secret Cutting                               | Dr. Parella                  | Телефильм |
| 2000      | Как жениться на миллиардерше        | How to Marry a Billionaire: A Christmas Tale | Jacqueline Kennedy           | Телефильм |
| 2001      | Элли Макбил                         | Ally McBeal                                  | Dr. Helen Tooth              | Эпизод: «Falling Up» |
| 2001      | Кейт Брашер                         | Kate Brasher                                 | Abbie Shaeffer               | 6 эпизодов |
| 2001      |                                     | Old Love                                     | Unknown                      | Короткометражный фильм |
| 2001      | Беккер                              | Becker                                       | Dr. Katherine Simmons        | Эпизод: «Psycho Therapy» |
| 2002      | Фрейзер                             | Frasier                                      | Carla Tortelli               | Эпизод: «Cheerful Goodbyes» |
| 2002      | Что новенького, Скуби-Ду?           | What’s New Scooby Doo?                       | Agnes (Voice)                | Эпизод: «A Scooby Doo Halloween» |
| 2003      | Другой народный бизнес              | Other People’s Business                      | Mrs. Wabash                  | Телефильм |
| 2003      | Карен Сиско                         | Karen Sisco                                  | Louise Salchek               | Эпизод: «Dumb Bunnies» |
| 2004      | Кевин Хилл                          | Kevin Hill                                   | Eleanor Frank                | Эпизод: «Homework» |
| 2006      |                                     | Stroller Wars                                | Penny                        | Телефильм |
| 2006      |                                     | Crumbs                                       | Camile Spadaro               | Эпизод: « A Loon Again, Naturally» |
| 2006      | 10 шагов к успеху                   | 10 Items Or Less                             | Mrs. D                       | |
| 2007      |                                     | Bloom                                        | Ma                           | Short film |
| 2007      | Любовь приходит поздно              | Love Comes Lately                            | Riesel                       | |
| 2008      | Закон и порядок: Специальный корпус | Law and Order: Special Victims Unit          | Roxana Fox                   | Эпизод: «Unorthodox» |
| 2008      |                                     | Cat Dragged In                               | Woman in Street              | Короткометражный фильм |
| 2008      | Рождественский хор                  | The Christmas Choir                          | Sister Agatha                | Телефильм |
| 2008      | Бетховен: Большой бросок            | Beethoven’s Big Break                        | Patricia                     | |
| 2009-2010 | Жеребец                             | Hung                                         | Vera-Joan Skagle             | 4 эпизода |
| 2011      |                                     | The Trouble With Bliss                       | Maria                        | |
| 2011      | Уилфред                             | Wilfred                                      | Mittens                      | Эпизод: «Compassion» |
| 2011      | Призрак Оливера                     | Oliver’s Ghost                               | Eloise                       | Телефильм |
| 2012      | Суррогат                            | The Sessions                                 | Mikvah Lady                  | |
| 2012      | Красотки в Кливленде                | Hot in Cleveland                             | Джеки                        | Эпизод: «Everything Goes Better with Vampires» |
| 2012      |                                     | The Manzanis                                 | Camille                      | Пилот |
| 2012      | Самый глупый ангел                  | The Stupidest Angel                          | Mavis                        | |
| 2013-2014 | Кёрсти                              | Kirstie                                      | Тельма                       | 12 эпизодов |
| 2014-2015 | Проект Минди                        | The Mindy Project                            | Annette Castellano           | 9 эпизодов |
| 2015      | Я увижу тебя в своих снах           | I’ll See You in My Dreams                    | Sally                        | |
| 2016      | Зверопой                            | Sing                                         | лама Джудит                  | Озвучивание |
| 2017      | Лимон                               | Lemon                                        | Эстер                        | |
| 2018      | Полумагия                           | Half Magic                                   | Линда                        | |
| 2019      | Болельщицы со стажем                | Poms                                         | Элис                         | |
| 2020      | Забавное лицо                       | Funny Face                                   | Ферни                        | |
| 2021      | Волшебство и чёрная дыра            | Marvelous and the Black Hole                 | Марго                        | |
| 2022      | 13: Мюзикл                          | 13: The Musical                              | бабушка Рут                  | |
| 2023      | Что за люди                         | You People                                   | Бабби                        | |
| 2023      | Барби                               | Barbie                                       | дух Рут Хэндлер              | |